# Eremospatha
Eremospatha – rodzaj roślin z rodziny arekowatych. Należy do niego 11 gatunków. Występują one w równikowej Afryce, od Gwinei na zachodzie po Tanzanię na wschodzie, na południu sięgając Angoli i Zambii. Są to liany rosnące w wilgotnych lasach równikowych.
Pędy tych palm są wykorzystywane do wyrobu lasek (za najlepsze w Afryce uchodzą te z E. macrocarpa). Rośliny te bywają sadzone jako ozdobne, choć zwykle tylko w kolekcjach ogrodów botanicznych (zwłaszcza E. barendii i E. macrocarpa). Pędy szeregu gatunków (np. E. cabrae, E. cuspidata, E. haullevilleana, E. hookeri, E. wendlandiana) wykorzystywane są po rozdzieleniu w plecionkarstwie i koszykarstwie, a w całości do tworzenia obramowań mebli. Niektóre gatunki wykorzystywane są jako lecznicze, np. sokiem z E. cabrae leczy się zapalenie ucha, a E. haullevilleana i E. dransfieldii służą do usuwania pasożytów i do wykonywania aborcji. Owoce i serca palm E. dransfieldii są zjadane. Pędy tego gatunku uznawane są za silny fetysz, używany w rytuałach chroniących osady przed złymi duchami. Nasady pochw liściowych różnych gatunków wykorzystywane są do czyszczenia zębów. 

## Morfologia
PokrójPnące palmy o pędach wyrastających kępiasto lub pojedynczo, długich, wspinających się wysoko na drzewa, często silnie rozgałęzionych. Pędy zwykle kolczaste, okrągłe lub trójkątne na przekroju, z międzywęźlami dłuższymi lub krótszymi.
LiściePierzastozłożone, skrętoległe. U nasady mają rurkowatą, nieuzbrojoną pochwę liściową, podczas gdy na osi liści występują kolce, choć zwykle nieliczne. Oś liścia wyciągnięta jest zwykle w wić, służącą jako organ czepny, czasem pokrytą kolcami. Poszczególne listki są wąsko lub szeroko lancetowate do jajowatych i rombowatych, ułożone są na osi naprzeciwlegle lub skrętolegle, jest ich różna liczba – od kilku do bardzo wielu.
KwiatyZebrane w stosunkowo krótkie i słabo rozgałęzione kwiatostany (tylko odgałęzienia pierwszego rzędu ułożone dwustronnie) wyrastające z węzłów w pewnym oddaleniu od szczytu pędu. Spatha i przysadki są silnie zredukowane. Kwiaty obupłciowe, często są silnie pachnące, jasne w czasie kwitnienia i później ciemnieją. Okwiat składa się z sześciu listków w dwóch okółkach, z listkami grubymi, skórzastymi i trójkątnymi. Pręcików jest 6, u dołu zrośniętych w mięsisty dysk. Ich wolne odcinki nitek są krótkie, kanciaste, przyrastają w połowie długości do także krótkich, nieco strzałkowatych pylników. Zalążnia kulista, trójkomorowa i z trzema zalążkami, pokryta łuskami, zwieńczona wąskostożkowatą lub walcowatą szyjką słupka zakończoną trzema znamionami.
OwoceNiewielkie, kulistawe do wąskojajowatych, pokryte rzędami czerwonobrązowych łusek o odgiętych końcach, z mięsistym mezokarpem i jednym, dwoma lub trzema nasionami.

## Biologia i ekologia
Palmy te rosną w wilgotnych lasach równikowych na terenach nizinnych, poniżej 1000 m n.p.m., najczęściej na siedliskach bagiennych. Owoce są pożywieniem dla szympansów, goryli, mandryla równikowego, dujkera żółtopręgiego i płowego. Zwierzęta te przyczyniają się do rozprzestrzeniania nasion. Wspomniane człowiekowate wyjadają także serca palm. W pędach wielu gatunków kolonie tworzą mrówki, zwłaszcza z rodzaju Crematogaster.

## Systematyka
Rodzaj w obrębie arekowatych należy do podrodziny Calamoideae, plemienia Lepidocaryeae i podplemienia Ancistrophyllinae''. Rodzaj uznawany jest za siostrzany dla Laccosperma.
Wykaz gatunków
- Eremospatha barendii Sunderl.
- Eremospatha cabrae (De Wild. & T.Durand) De Wild.
- Eremospatha cuspidata (G.Mann & H.Wendl.) H.Wendl.
- Eremospatha dransfieldii Sunderl.
- Eremospatha haullevilleana De Wild.
- Eremospatha hookeri (G.Mann & H.Wendl.) H.Wendl.
- Eremospatha laurentii De Wild.
- Eremospatha macrocarpa Schaedtler
- Eremospatha quinquecostulata Becc.
- Eremospatha tessmanniana Becc.
- Eremospatha wendlandiana Dammer ex Becc.